# Arno Schönberger
Arno Schönberger (* 19. November 1915 in Schönberg (Niederbayern); † 13. November 1993 in Nürnberg) war ein deutscher Kunsthistoriker und Museumsleiter. Er war von 1959 bis 1969 Direktor des Kunstgewerbemuseums in West-Berlin und anschließend bis 1980 Generaldirektor des Germanischen Nationalmuseums in Nürnberg. Schönberger befasste sich insbesondere mit der Kunst des Rokoko sowie Kunsthandwerk und Kunstgewerbe des 18. Jahrhunderts.

## Leben
Arno Schönberger studierte ab 1936 an der Universität München Kunstgeschichte, Klassische Archäologie und Philosophie und wurde dort 1943 promoviert. Ab 1945 arbeitete er am Bayerischen Landesamt für Denkmalpflege und ab 1948 am Bayerischen Nationalmuseum in München. Als Kurator war er u. a. an den Ausstellungen: Ignaz Günther, München 1953, Rococo Art from Bavaria, London 1954, Europäisches Rokoko, Ausstellung des Europarates, München 1958 beteiligt.
Zum 1. September 1959 wurde er Direktor des Kunstgewerbemuseums in Westberlin. Hier gelang ihm die Wiedereröffnung der ersten Dauerausstellung des Museums nach dem Krieg am 8. Juni 1963 im Knobelsdorff-Flügel von Schloss Charlottenburg. Von 1969 bis zu seiner Pensionierung 1980 war er Generaldirektor des Germanischen Nationalmuseums in Nürnberg.
Seine Tochter ist die Kunsthistorikerin Angela Schönberger (* 1945), die von 2000 bis 2010 Direktorin des Berliner Kunstgewerbemuseums war.

## Auszeichnungen
1974 erhielt er den Bayerischen Verdienstorden, 1977 das Bundesverdienstkreuz 1. Klasse und 1980 die Theodor-Heuss-Medaille des Germanischen Nationalmuseums.